# Lluís Pons d'Icart
Lluís Pons d'Icart ou Lluís Ponç d'Icard, né à Tarragone entre 1518 et 1520 et mort le 23 juin 1578, est un juriste, historien, épigraphiste, paléographe et archéologue espagnol.

## Œuvres
- (ca) Llibre de les grandeses i coses memorables de l'antiquíssima, insigne i famosa ciutat de Tarragona, 1564.
- (es) Luys Pons de Ycart Libro de las grandezas y cosas memorables de Tarragona, 1573.
- (la) Epigrammata antiquae urbis Tarraconensis.
- (ca) Catàleg dels arquebisbes que son estats de la metropolitana y antiquíssima ciutat de Tarragona.